# Galeodes lawrencei
Galeodes lawrencei är en spindeldjursart som beskrevs av Harvey 2002. Galeodes lawrencei ingår i släktet Galeodes och familjen Galeodidae. Inga underarter finns listade i Catalogue of Life.